# Oyggjatíðindi
Oyggjatíðindi [ˈɔt͡ʃːaˌtʊiːjɪndɪ] (dt. „Inselnachrichten“) ist eine färöische Wochenzeitung mit Sitz in Tórshavn.  Die Zeitung mit Aufmachung im Boulevard-Stil wurde vom färöischen Politiker Lasse Klein (Sjálvstýrisflokkurin) gegründet und erschien erstmals am Freitag, den 25. November 1977. Seit 1982 leitet Dan Klein die Geschicke des Blattes. Im Jahr 2009 hatte die gedruckte Wochenzeitung noch eine Auflage von 3500 Exemplaren. Im September 2011 entschied Chefredakteur Dan Klein jedoch, dass Oyggjatíðindi in Zukunft nicht mehr als gedruckte Wochenzeitung, sondern nur noch digital im Internet erscheinen solle.

## Chefredakteure
- 1977–1978 Arni S.F. Joensen
- 1978 Sigmund Poulsen
- 1978–1982 Lasse Klein
- seit 1982 Dan Klein